# Метрополітен Медельїна
Метрополітен Медельїна (ісп. Metro de Medellín) — система ліній метрополітену у Медельїні, Колумбія.

## Історія
Будівництво метрополітену в місті офіційно розпочалося 30 квітня 1985 року. Під час будівництва виникли проблеми з фінансуванням, два роки з 1989 по 1991 будівництво взагалі не велося. Початкова ділянка відкрилася в 1995 році, вона складалася з 15 станцій та 16 км. Всі станції метро в місті наземні чи естакадні, підземних станцій немає. Також систему позавуличного транспорту доповнюють 5 ліній канатних доріг.

## Лінії
- Лінія А: 21 станція та 28,5 км.
- Лінія В: 7 станцій та 5,5 км.

## Режим роботи
Працює з понеділка по суботу 4:30 — 23:00, в неділю та свята 5:00 — 22:00.

## Галерея

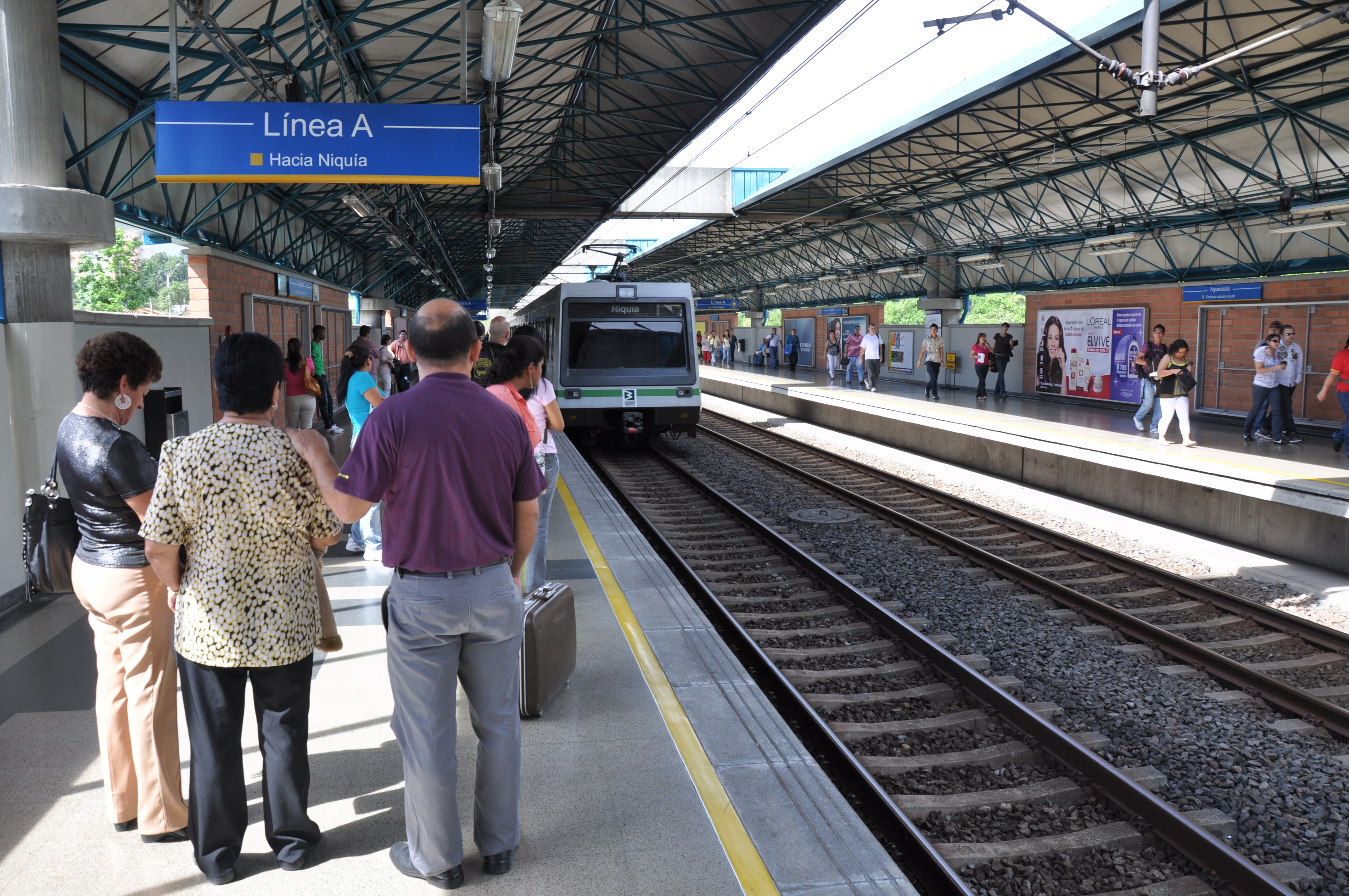
Станція метро
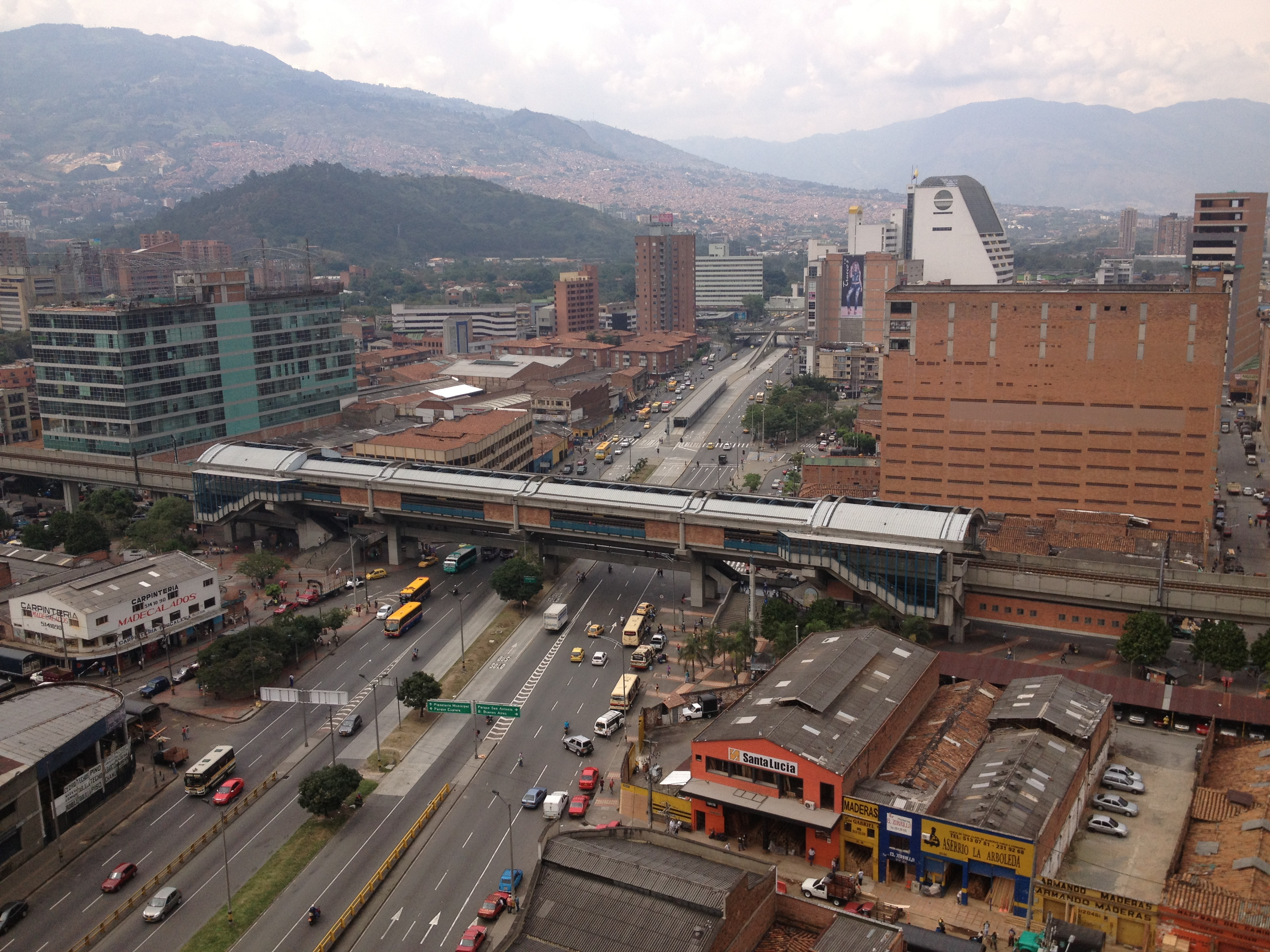
Станція Cisneros
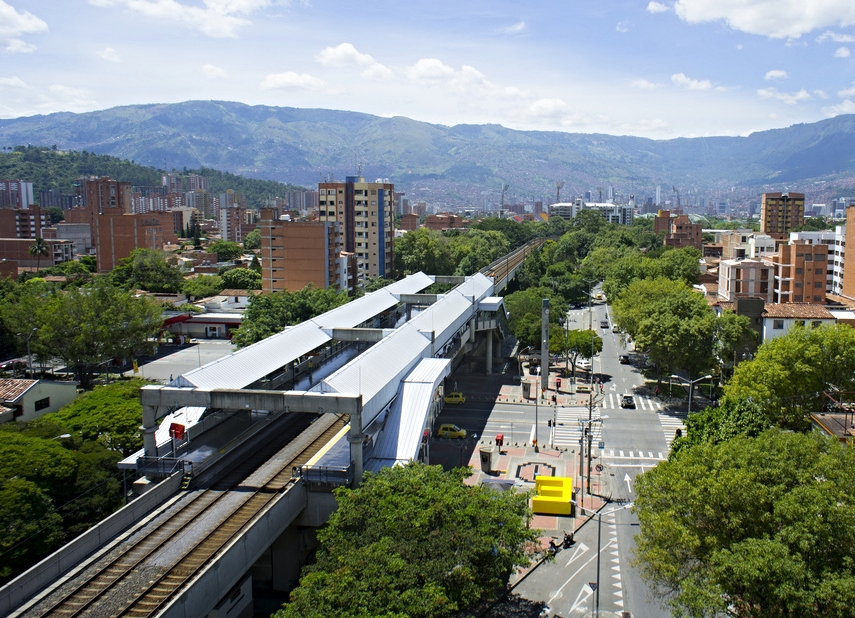
Станція Floresta
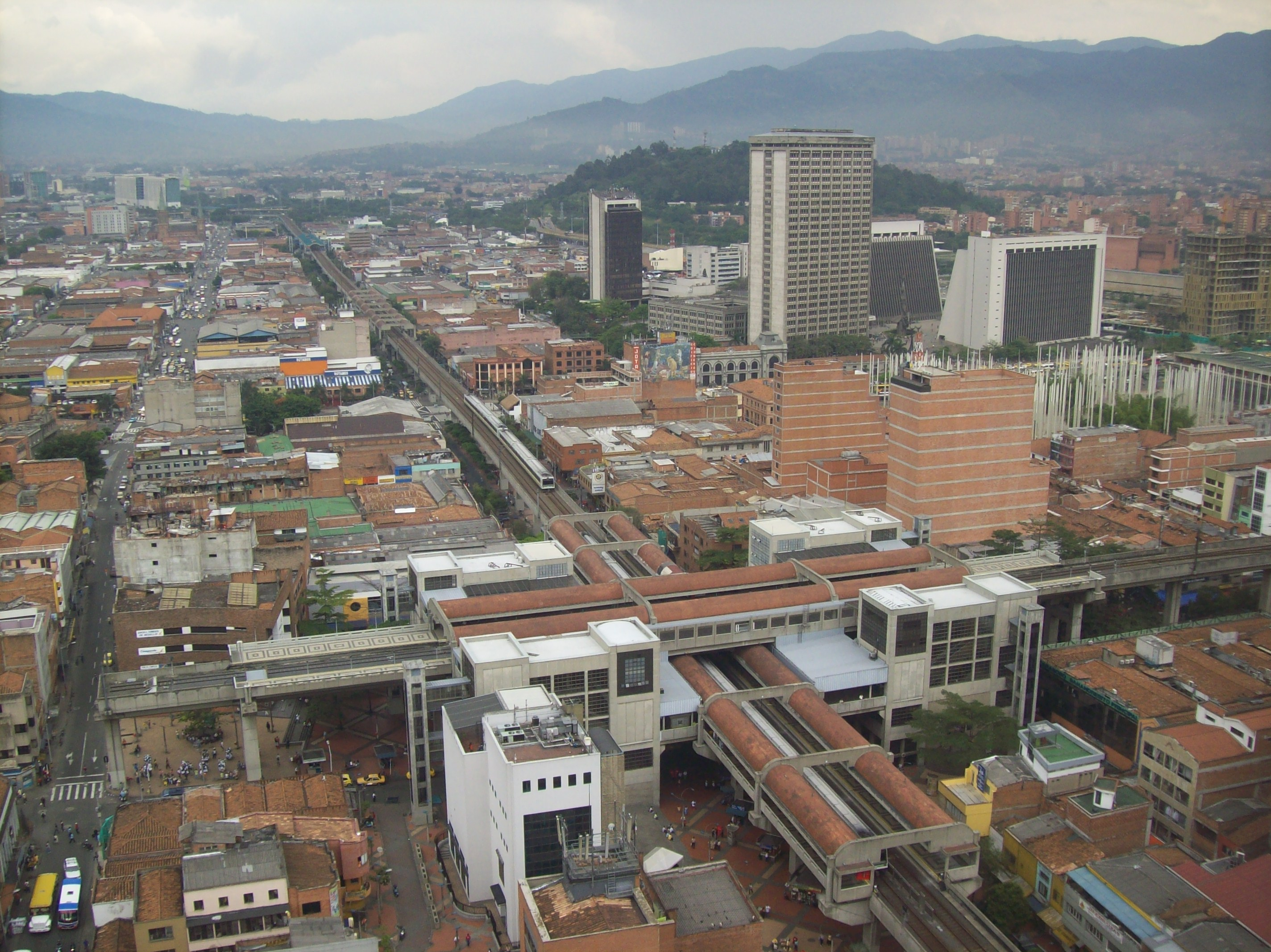
Станція San Antonio, перехід з лінії «А» на лінію «В»
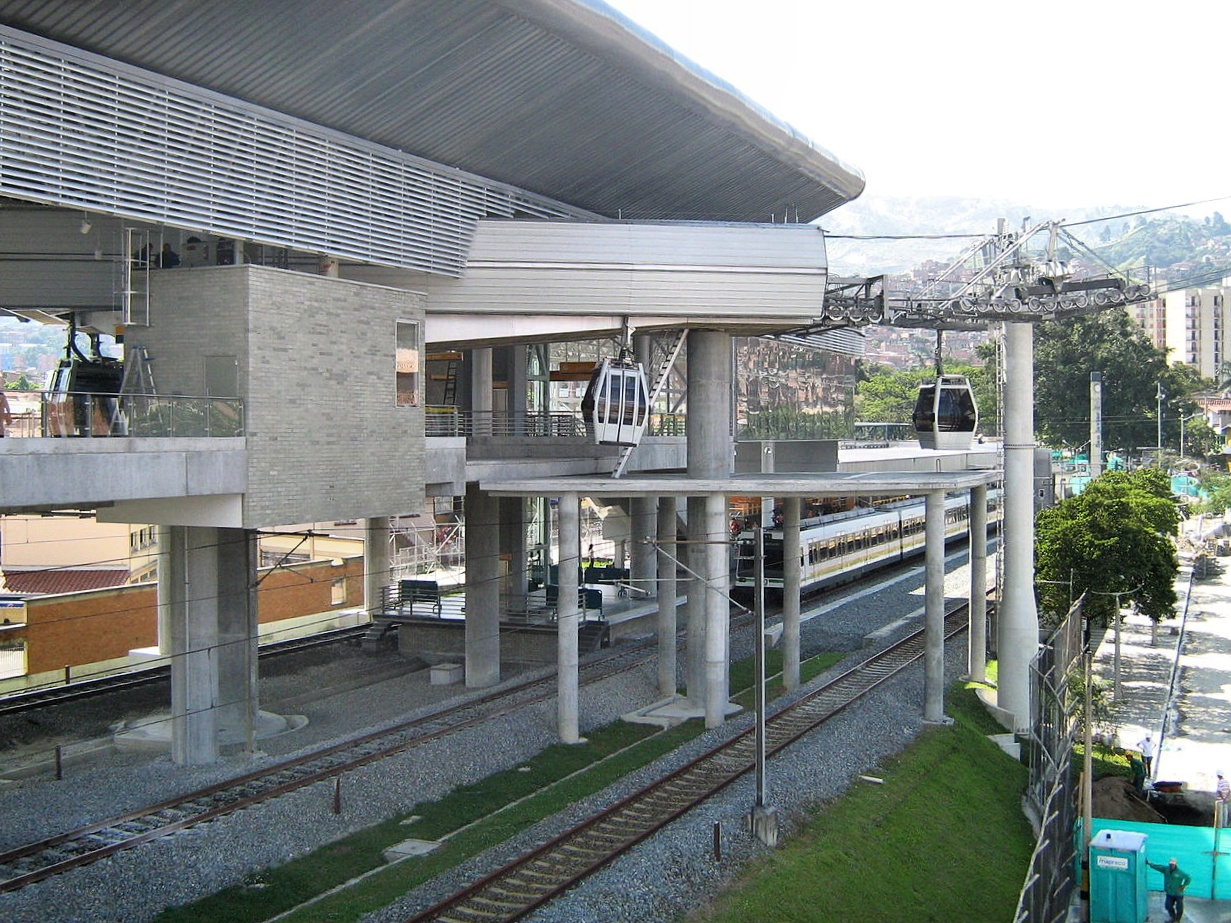
Станція San Javier, перехід на канатну дорогу.
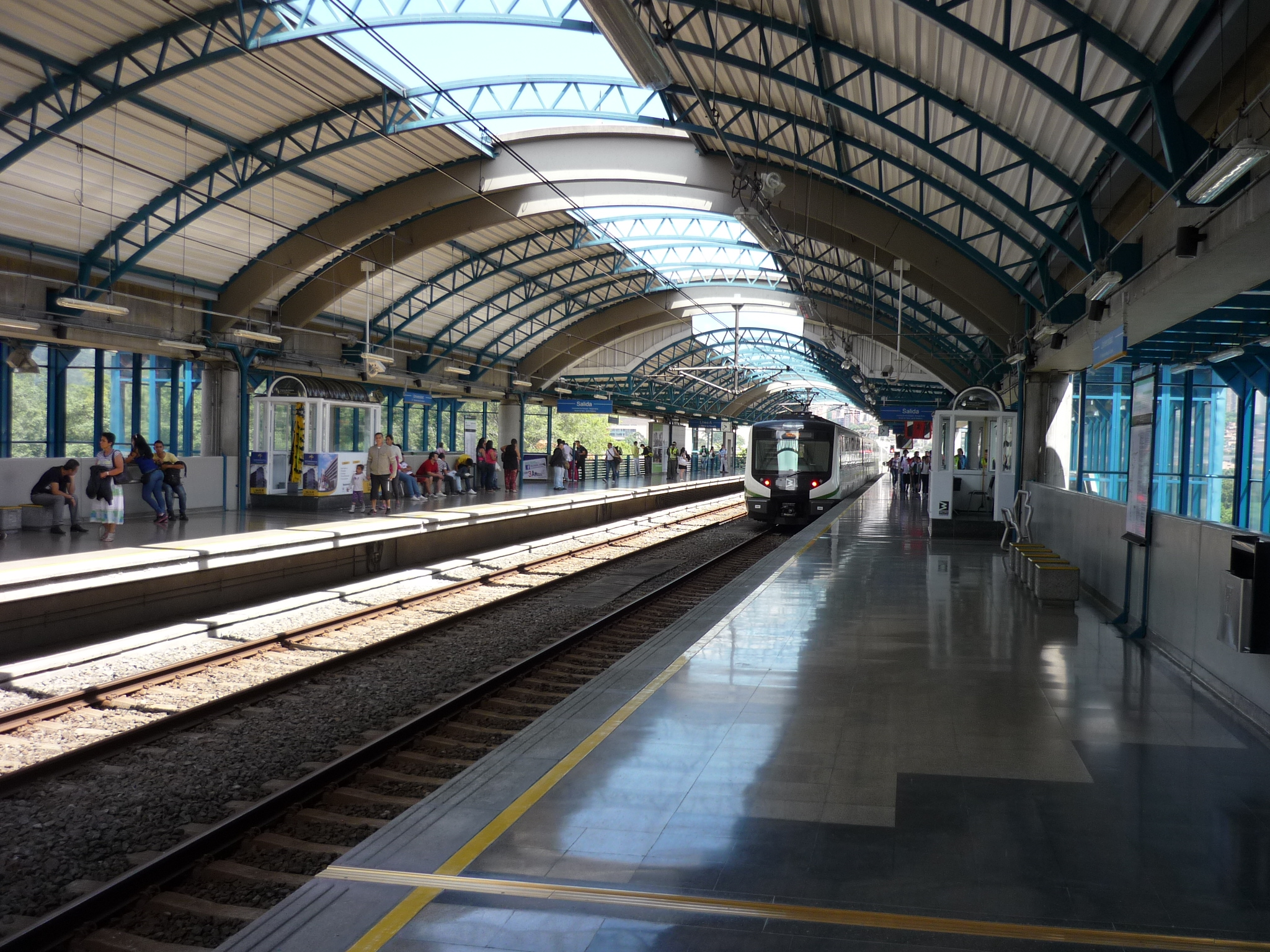
Станція Universidad
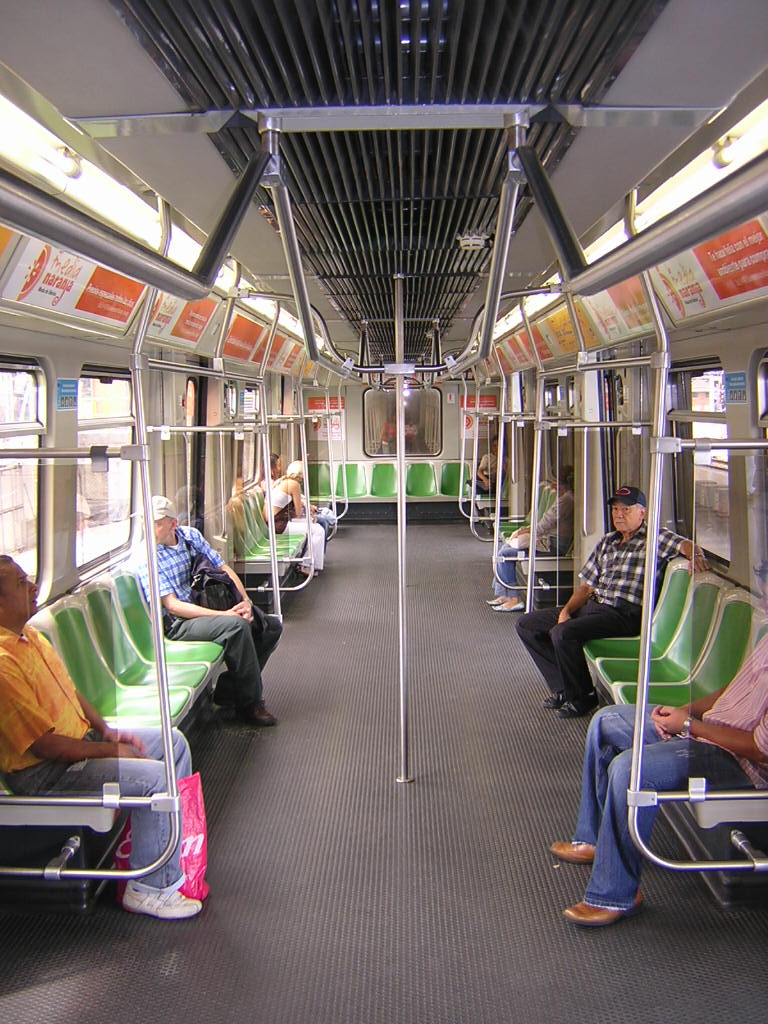
Всередині вагона